# برنارد ريمان
غيورغ فريدريش برنهارت ريمان (بالألمانية: Georg Friedrich Bernhard Riemann) المعروف في المراجع العربية باسم برنارد ريمان، هو عالم رياضيات ألماني ولد في 17 سبتمبر 1826 في ياملن بالقرب من داننبرغ في مملكة هانوفر، وتوفي في 20 يوليو 1866.
ساهم ريمان في العديد من الأعمال في التحليل الرياضي، نظرية الأعداد، والهندسة التفاضلية، حيث يعتبر اليوم تكامل ريمان وفرضية ريمان من أشهر أعماله على الإطلاق.

## سيرته الذاتية

### نشأته
ازداد ريمان في مدينة صغيرة قرب داننبرغ وكان أبوه رجل دين شارك في الحروب النابليونية وقد ماتت أمه قبل أن يبلغ سن الرشد. كان ثاني الأبناء من بين ستة في عائلته. وكانت له في صغره مهارات استثنائية في الرياضيات، كقدرته المبهرة على الحساب منذ سن مبكرة، ولكن قيل بأنه كان خجولا وكان يخاف التكلم أمام الجمهور.

### تكوينه
بدأ ريمان دراسته سنة 1846 في برلين وغوتنغن وكان من التلامذة الرياضيين المشاهير ككارل فريدريش غاوس ودركليه. في سنة 1854 بدأ دراساته الأستاذية وتحصل على الأستاذية سنة 1857 في غوتنغن. بعد وفاة دركليه سنة 1859 أخذ ريمان وظيفته ولكن سرعان ما تدهورت صحة ريمان نظرا لإصابته بمرض السل مما اضطره للإقامة في إيطاليا في فترة الحرب النمساوية البروسية حيث توفي في فربانيا، على ضفاف لاغغو ماجيوري في إيطاليا عن سن لا يتجاوز التسع والثلاثين سنة.

## عمله
رغم قصر حياة ريمان، فإن أعماله في الرياضيات كانت مهمة جدا للتقدم بها حيث يعتبر مؤسس نظرية الدوال والهندسة الريمانية التي مهدت الطريق لأينشتاين ليضع النظرية النسبية العامة، كما تعتبر دراساته حول الأعداد الأولية من أهم إنجازاته. كما أن فرضيته المعروفة بفرضية ريمان في مجال نظرية الأعداد لم تحل بعد.

### الهندسة الريمانية
فتحت أعمال ريمان المنشورة الطريق نحو مجالات من البحث تجمع بين التحليل والهندسة. صارت هذه الأعمال جزءا مهما من الهندسة الريمانية والهندسة الجبرية ومتعددات الشُعب المركبة. انظر إلى سطح ريمان وإلى فيليكس كلاين وإلى أدولف هورفيتس.

### التحليل المركب
تتعلق هذه الفرضية بدالة أبدعها ريمان اسمها دالة زيتا لريمان، تنص الفرضية على أن الجزء الحقيقي لجميع الجذور العقدية غير البديهية لهذه الدالة يساوي النصف دوماً، وخلال القرن ونصف القرن التي مضت على إطلاقها جرت محاولات عديدة لاثبات هذه الفرضية دون جدوى.
وفي عام 2000 طرح معهد كلاي المسائل السبع المعروفة ب«المسائل الألفية» لتشجيع الرياضيين مقابل جوائز مادية، وكانت مسألة تقرير وضع الفرضية من الصحة أو الخطأ أو استحالة إثبات بالرياضيات الحالية من ضمن هذه المسائل.